# María Luisa Cava de Llano y Carrió
María Luisa Cava de Llano y Carrió (Barcelona, 22 de maig de 1948) és una política espanyola establerta a Eivissa.

## Biografia
Llicenciada en Dret a la Universitat de Barcelona (1966-1971), marxà a Eivissa, on fou delegada del Col·legi d'Advocats de les Illes Balears. Militant d'Aliança Popular primer i del Partit Popular després, n'ha estat sotssecretària a les Illes Balears.
Entre altres càrrecs polítics ha estat regidora de l'ajuntament d'Eivissa (1987-1991), vicepresidenta primera i Consellera d'Hisenda del Consell Insular d'Eivissa i Formentera i vicepresidenta del Parlament de les Illes Balears (1991-1993). El 1993 abandonà els càrrecs per a presentar-se com a diputada per Eivissa i Formentera a les eleccions generals espanyoles de 1993, escó que revalidà a les eleccions de 1996 i 2000. Ha estat Portaveu de la Comissió Mixta per a l'Estudi del Problema de les Drogues.
El 2005 fou nomenada adjunta primera del Defensor del Poble. A partir de l'1 de juliol del 2010, arran del cessament del titular Enrique Múgica, assumí aquest càrrec en funcions. Com a defensora del poble en funcions, una de les seves primeres accions va consistir a recórrer la llei d'acollida aprovada pel Parlament de Catalunya, argumentant que el català no pot tenir un caràcter preferent a les administracions a Catalunya. També va afirmar que no pensava transigir en les reclamacions del Síndic de Greuges, Rafael Ribó, sobre les competències que corresponen a l'Estat espanyol.